# Georg Leber
Georg Leber (ur. 7 października 1920 w Obertiefenbach, zm. 21 sierpnia 2012 w Schönau am Königssee) – niemiecki polityk i działacz związkowy związany z Socjaldemokratyczną Partią Niemiec (SPD), federalny minister transportu (1966–1972) i obrony (1972–1978). Deputowany do Bundestagu i jego wiceprzewodniczący w latach 1979–1983.
Od 1957 do 1966 r. był przewodniczącym związku zawodowego Industriegewerkschaft Bau-Steine-Erden.

## Życiorys
Leber urodził się w Obertiefenbachu w rodzinie murarza i działacza związkowego Jakoba Lebera i jego żony Elisabeth. Po ukończeniu szkoły powszechnej rozpoczął w Limburgu an der Lahn przyuczenie do zawodu handlowca. W 1939 r. został powołany jako radiotelegrafista w szeregi Luftwaffe.
Po zakończeniu II wojny światowej, pracował początkowo jako murarz. W 1947 r. wstąpił do SPD. Zaangażował się również w działalność związku zawodowego Industriegewerkschaft Bau-Steine-Erden (IG BSE). Od 1949 do 1952 r. był sekretarzem oddziału związku w Limburgu, następnie pełnił funkcję redaktora gazety związkowej Grundstein. W 1955 r. powołany na wiceprzewodniczącego IG BSE, a dwa lata później został przewodniczącym związku, kierując równocześnie Komitetem Związków Zawodowych Przemysłu Budowlanego i Drzewnego w Europejskiej Wspólnocie Gospodarczej. W wyborach parlamentarnych w 1957 r. zdobył mandat deputowanego do Bundestagu z list SPD i zasiadał w parlamencie przez kolejne kadencje do 1983 r. W latach 1958–1959 roku był ponadto posłem do Parlamentu Europejskiego.
W rządach Kurta Georga Kiesingera i Willy’ego Brandta sprawował funkcję ministra transportu (1966–1972), dodatkowo od 1969 r. kierował również resortem poczty i telekomunikacji. W czasie urzędowania wprowadził ograniczenie prędkości do 100 km/h na drogach poza terenem zabudowanym, jak i ograniczenie dopuszczalnej zawartości alkoholu we krwi do 0,8 promila dla kierowców. Następnie został powołany na ministra obrony (1972–1978). W latach 1979–1983 był wiceprzewodniczącym Bundestagu, po czym wycofał się z działalności politycznej.

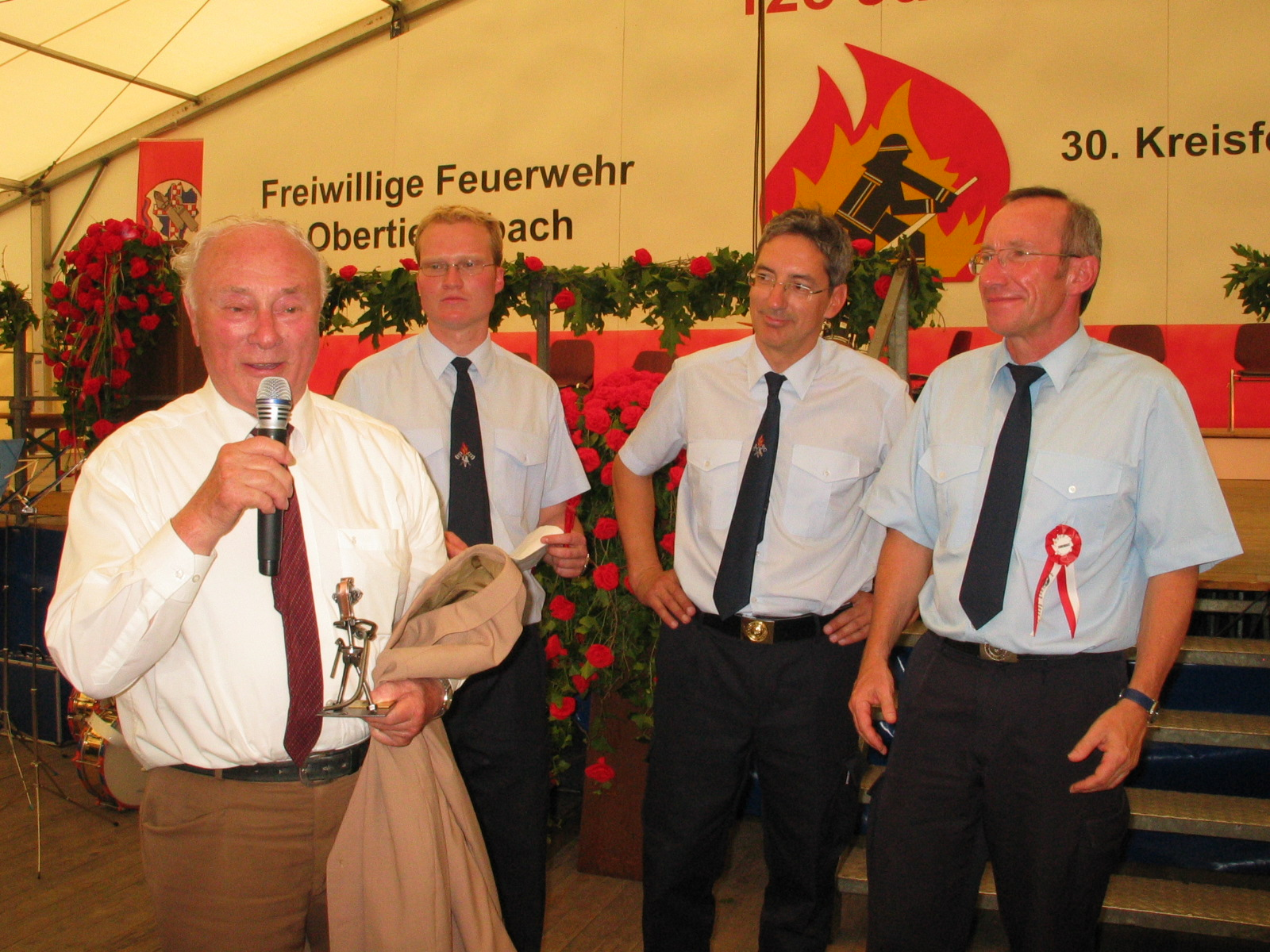
Georg Leber (z lewej) podczas obchodów 125-lecia ochotniczej straży pożarnej w swoim rodzinnym mieście Obertiefenbach w lipcu 2005

Do 1994 r. był członkiem Komitetu Centralnego Katolików Niemieckich. Mieszkał w bawarskim Schönau am Königssee, gdzie zmarł w 2012. W ostatnich latach życia zmagał się z chorobą Alzheimera.

## Życie prywatne
W 1943 roku Leber ożenił się z Erną-Marią Wilfing (zm. 1984). Z tego małżeństwa urodził się jego jedyny syn Manfred. W 1985 roku ożenił się ponownie z Katją Vojtą.

## Odznaczenia[3]
- 1976: Orderu Zasługi Republiki Federalnej Niemiec
- 1981: Papieski Order św. Grzegorza
- 1980: Legia Honorowa
- 1981: doktorat honoris causa Wydziału Prawa Uniwersytetu w Tybindze
- 1984: Bawarski Order Zasługi